# Verfassungsreferendum in Kirgisistan 1998
Ein Verfassungsreferendum fand in Kirgisistan am 17. Oktober 1998 statt.
Es gab insgesamt 2.277.592 registrierte Wähler, und das Referendum wurde angenommen.

## Verfassungsänderungen
Die wichtigsten Bestimmungen des Referendums wurden die Bodenreform – das heißt die Einführung des privaten Eigentums an Grundstücken für die Bürger von Kirgisistan; Änderung der Sitzverteilung sowie die Neuverteilung der Sitze im Parlament aus zwei Kammern, die Erhöhung der Zahl der Sitze in der Gesetzgebenden Versammlung (Dschogorku Kengesch) von 35 auf 60 und die Rückgang Anzahl der Sitze in der Volksvertreterversammlung (Assembly of People's Representatives) von 70 auf 45, Änderungen in der Haushaltspolitik – Entfernung des Rechts der Parlamentsmitglieder den Staatshaushalt ohne die Zustimmung der Regierung zu verändern, die Freiheit der Presse – Bestimmung der Zunahme der freien unabhängigen Medien in Kirgisistan; Einschränkung der Immunität, also die Höhe der rechtlichen Immunität verliehen den Abgeordneten im Parlament zu begrenzen, um die Korruption zu stoppen.